# Anders Ljungqvist
Anders Jansson Ljungqvist, även kallad Gås-Anders, född 29 maj 1815 i Jumkils församling, Uppsala län, död 24 december 1896 i Björklinge församling, Uppsala län, var en känd spelman i Uppland.

## Biografi
Anders flyttade 1832 från sin far till en drängtjänst i Bärby,  Gamla Uppsala. Där vaktade han gäss vid en av socknens herrgårdar, vilket gav honom namnet Gås-Anders. Öknamnet försvann nästan när han blev vuxen. Inom spelmansrörelsen tog man däremot upp namnet Gås-Anders, eftersom det betraktas som ett hedersnamn. År 1841 tar han sig namnet Ljungqvist. Efter flera års drängtjänster på skilda håll gifte sig Anders 1 januari 1845 med Cathrina Helena Molin (1826–1906) och de övertog hennes avlidne fars stuga i Slensen, Björklinge. De fick fyra barn. Gås-Anders bodde i denna stuga i resten av sitt liv. Han försörjde sig genom att arbeta på traktens gårdar med olika drängtjänster. Men han ansågs vara en dålig arbetare. Han tog med sig sin fiol till arbetet så ofta han kunde, och enligt rykten blev det ofta mer spel än arbete.
Anders blev beundrad som spelman. Det sägs att hans spel var rytmiskt och kraftfullt med mycket dubbeltoner. När han spelade kunde ingen sitta stilla. Han var själv ständigt i rörelse och hoppade gärna runt på bland annat borden.
Rykten gick om att Anders lärt sig spela av Näcken. Han kunde också trolla, vilket även det var något folk trodde han hade lärt sig av Näcken.
Anders Ljungqvist var fram till sina sista år mycket anlitad som spelman i trakten vid Björklinge. Han dog på julafton 1896 och begravdes i det så kallade allmänna varvet på Björklinge kyrkogård.
Det finns i Björklinge en staty av Gås-Anders skapad av Bror Hjorth 1944. Det sägs att om man som bilist vinkar till statyn får man tur. Traditionen att hälsa på Gås-Anders började bland spelmännen som på väg till en spelning gick förbi och hälsade på statyn. Då fick man tur och spelningen skulle gå bra. År 2007 lades E4 om och går ej längre genom Björklinge.
Grunden efter ett av de hus han bodde i finns kvar, idag i trädgården till gården Slänsen. Huset revs på 1940-talet men kvar idag finns den 13 × 7 meter stora husgrunden.